# Ciutadà Kane
Ciutadà Kane (títol original en anglès Citizen Kane) és la pel·lícula més famosa d'Orson Welles. Considerada per molts crítics com la millor pel·lícula de la història, fou estrenada el 1941. Marcà un punt d'inflexió important en la història del cinema i, com a punt àlgid del cinema de Welles, exemplifica la voluntat transgressora de la filmografia del cineasta.
Després de l'èxit del Broadway del Mercury Theatre de Welles i la controvertida emissió de ràdio de 1938 «La guerra dels mons» a The Mercury Theatre on the Air, Welles va ser cortejat per Hollywood. Va signar un contracte amb RKO Pictures el 1939. Tot i que era inusual per a un director no provat, se li va donar llibertat per desenvolupar la seva pròpia història, utilitzar el seu propi repartiment i equip i tenir el privilegi del final cut. Després de dos intents infructuosos de tirar endavant un projecte, va escriure el guió de Ciutadà Kane, col·laborant amb Herman J. Mankiewicz. La fotografia principal va tenir lloc el 1940, el mateix any que es va mostrar el seu innovador tràiler, i la pel·lícula es va estrenar el 1941.
Tot i que va ser un èxit de crítica, Ciutadà Kane no va poder recuperar els seus costos a taquilla. La pel·lícula es va esvair després de la seva estrena, però va tornar a l'atenció del públic quan va ser elogiada per crítics francesos com André Bazin i es va tornar a estrenar el 1956. El 1958, la pel·lícula va ser votada número 9 a la prestigiosa Brussel·les 12 a l'Exposició Universal de 1958. Ciutadà Kane va ser seleccionada per la Biblioteca del Congrés com a membre del grup inaugural de 1989 de 25 pel·lícules per a la seva preservació al National Film Registry dels Estats Units per ser "culturalment, històricament o estèticament significativa".
Durant 50 anys consecutius, es va situar al número 1 de l'enquesta decennal de crítics Sight & Sound del British Film Institute, i va liderar les llistes Top 100 de l'American Film Institute de l'American Film Institute, tant l'original de l'any 1998, com la seva actualització del 2007. La pel·lícula va ser nominada als Oscar en nou categories i va guanyar el de Millor Guió Original de Mankiewicz i Welles. Citizen Kane és elogiada per la fotografia de Gregg Toland, el muntatge de Robert Wise, la música de Bernard Herrmann i la seva estructura narrativa, sent considerada innovadora i creadora de precedents.

## Argument
L'obra tracta sobre la vida d'un important empresari estatunidenc, Charles Foster Kane, interpretat pel mateix Welles, des dels inicis fins a la culminació del seu imperi, format per una important cadena de diaris, una xarxa d'emissores de ràdio, dos sindicats i una inimaginable col·lecció d'obres d'art. Orson Welles es va basar en la vida de l'empresari de la comunicació William Randolph Hearst. El film comença amb la mort del magnat nord-americà l'última paraula del qual és "Rosebud", pronunciada en el moment que obre la mà i la bola de neu que agafava rodola per terra. Tota l'opinió pública queda intrigada per descobrir el significat d'aquesta paraula i un grup de periodistes disposats a investigar fan un recorregut per la vida de l'empresari per tal d'esbrinar-ho.
Un reporter entrevista les persones més properes al magnat en diferents moments de la seva vida, com la seva dona, el majordom o un amic i entre tots repassen la biografia del mort, fent èmfasi en aspectes com l'ambició o la poca empatia. Però cap d'ells pot explicar el significat de la paraula misteriosa. Al final del film se subhasten els bens de l'empresari i els que no tenen valor es cremen a la xemeneia. Un d'ells és el trineu que tenia quan era petit. En girar-lo, els espectadors (però no els personatges) veuen que té escrit "Rosebud" a un dels laterals.
És una pel·lícula que tracta sobre la supèrbia i la ignorància, però sobretot sobre el poder i la influència que exerceixen damunt de la societat els mitjans de comunicació. A més, és un estudi sobre el paper del subjectivisme humà en el coneixement, i la constatació de la impossibilitat del coneixement absolut.

## Repartiment
- Orson Welles: Charles Foster Kane
- Joseph Cotten: Jedediah Leland

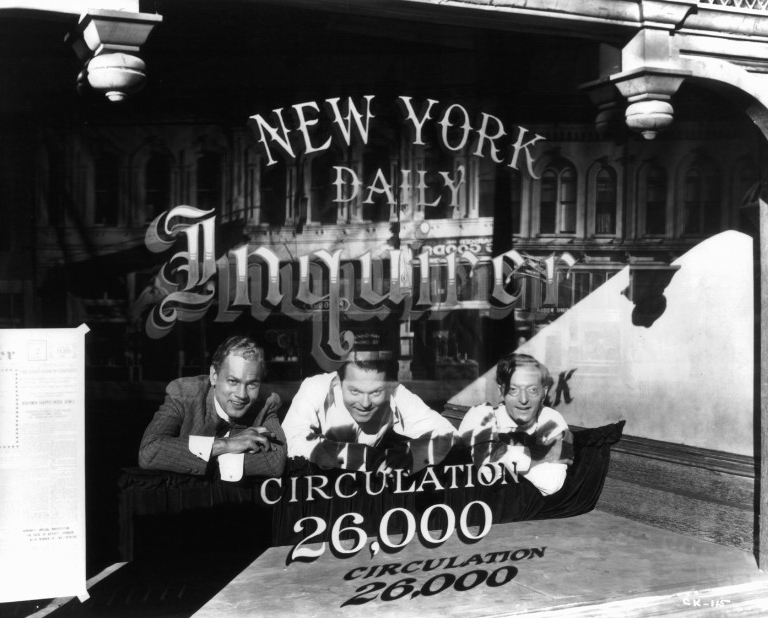
Joseph Cotten, Orson Welles i Everett Sloane.

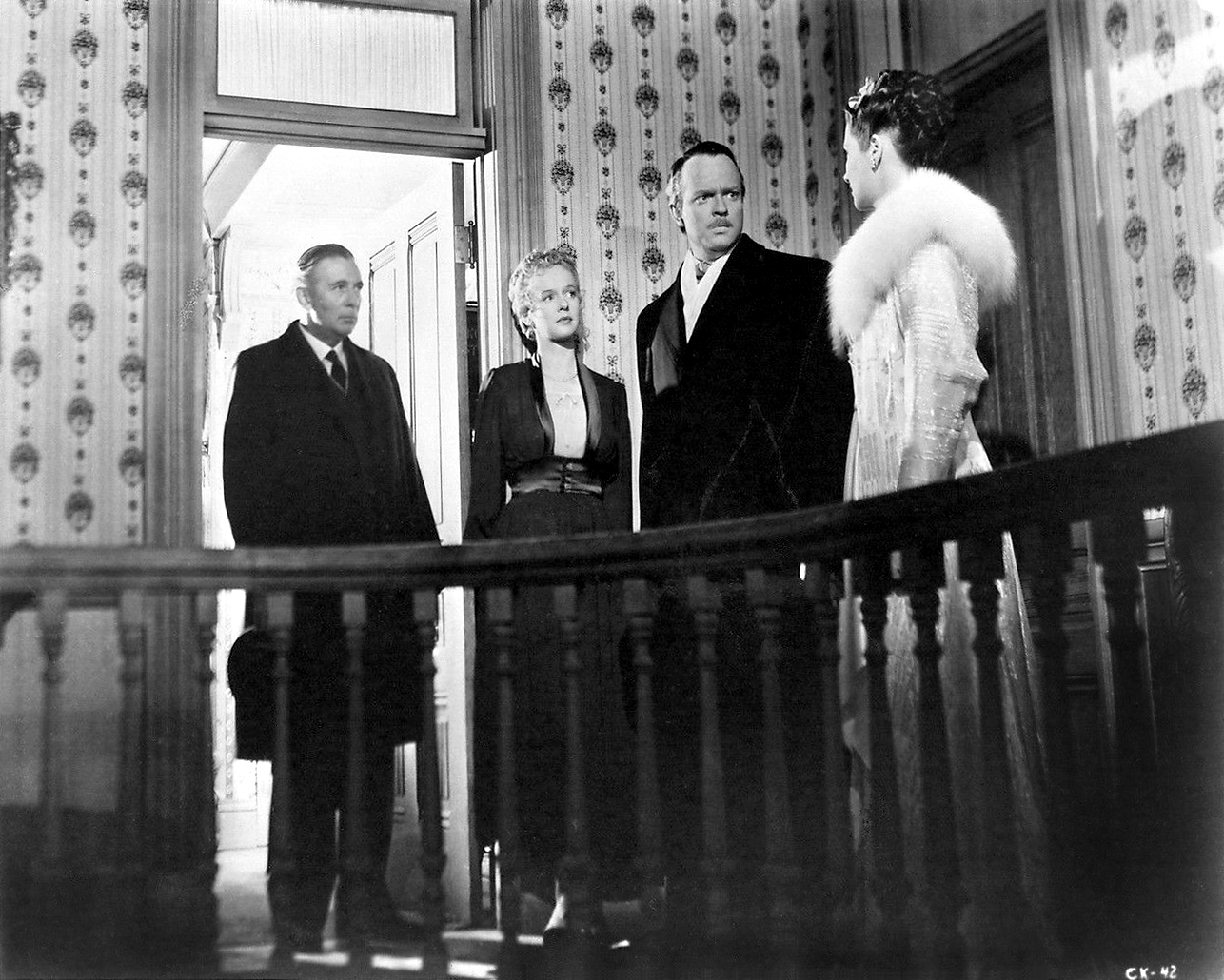
Ray Collins, Dorothy Comingore, Orson Welles i Ruth Warrick.

- Dorothy Comingore: Susan Alexander Kane
- Everett Sloane: Mr. Bernstein
- Ray Collins: Jim W. Gettys
- George Coulouris: Walter Parks Thatcher
- Agnes Moorehead: Mary Kane
- Paul Stewart: Raymond
- Ruth Warrick: Emily Monroe Norton Kane
- Erskine Sanford: Herbert Carter
- William Alland: Jerry Thompson
- Harry Shannon: Jim Kane
- Georgia Backus: Bertha Anderson
- Fortunio Bonanova: Signor Matiste
- Sonny Bupp: Charles Foster Kane III
- Buddy Swan: Young Charles Foster Kane
- Gus Schilling: El cap dels cambrers
- Philip Van Zandt: Mr. Rawlston

## Fonts

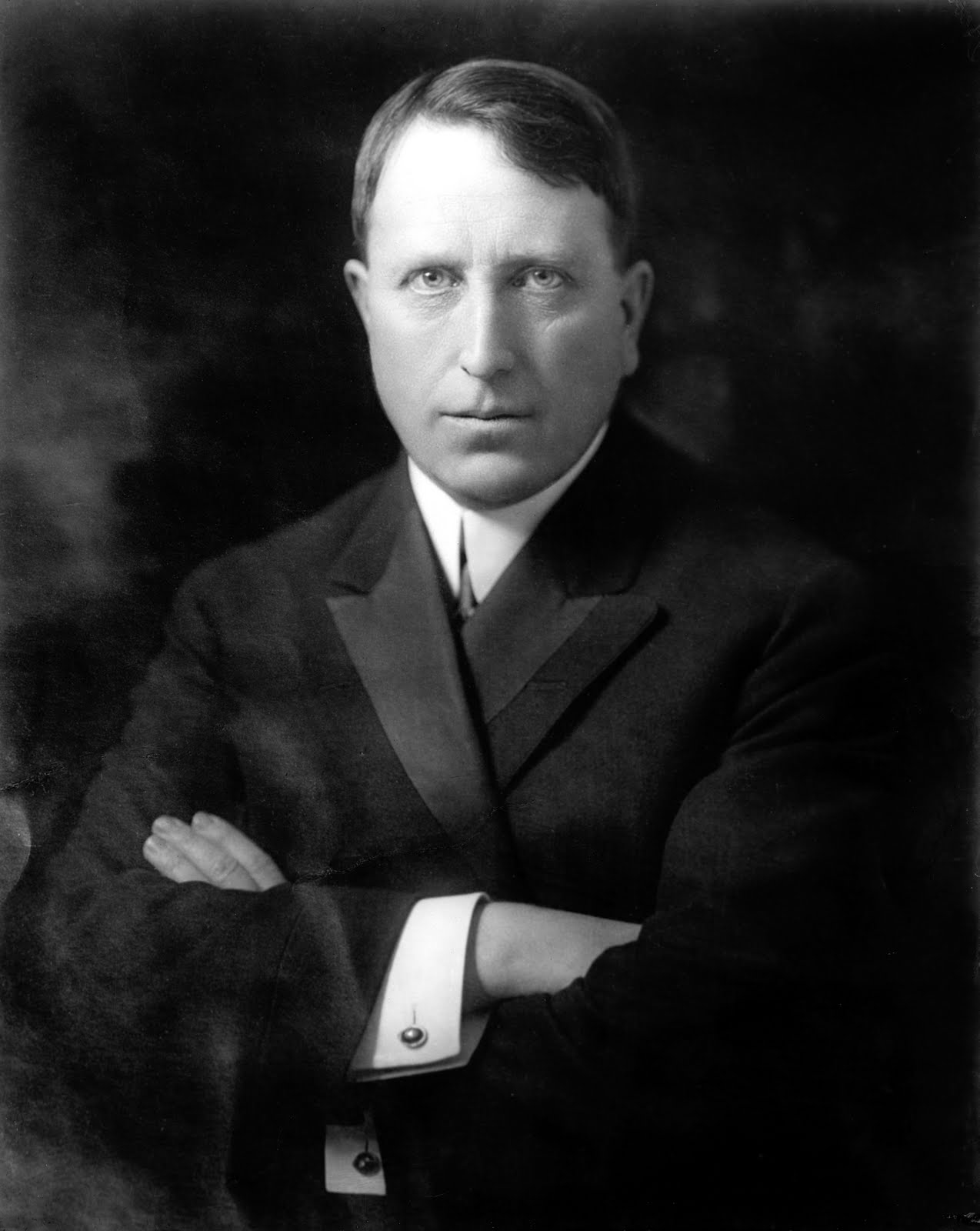
Encara que es van utilitzar diverses fonts com a model per a Kane, William Randolph Hearst va ser la inspiració principal.

## L'art cinematogràfic
L'obra marcà una nova manera de fer cinema. Tècnicament parlant, Welles aglutinà diferents recursos estilístics tant del cinema com de la ràdio i del teatre de manera magistral i es convertí en una de les pel·lícules més complexes tècnicament i artísticament parlant. Pel que fa al so es pot parlar de perspectiva sonora, de ressons, de reverberacions; pel que fa a la posició de la càmera es pot parlar d'escenografies amb sostre, primers plans, ús de grues i de travellings, profunditat de camp, fotografies en clarobscur i jocs d'il·luminació.
A més a més, és totalment innovadora la manera d'entrellaçar la vida de Charles Foster Kane amb la investigació que segueix el grup de periodistes. Welles ho aconsegueix a partir de salts temporals, retrocessos en el temps de l'acció dramàtica, el que avui coneixem com a flashback.
Però, per damunt de tot, Welles va aconseguir a partir d'eines com els picats i els contrapicats, introduir a l'obra la mirada personal de l'autor. En altres paraules, el cineasta es converteix, per primera vegada, en el narrador omniscient de l'obra.

## Tècnica i estètica del film
Ciutadà Kane fou una pel·lícula filmada en un estudi cinematogràfic de la R.K.O. Aquest fet va condicionar, en certa manera, que Orson Welles no tingués el cent per cent de llibertat a l'hora de filmar les escenes. Tot i així, l'estudi va permetre que el cineasta pogués desenvolupar i innovar una sèrie de tècniques a la seva pel·lícula per tal d’augmentar el dramatisme de la situació, ja que com deia Gregg Toland, fotògraf que participà en la pel·lícula. “Els èxits tècnics no haurien significat gaire si, al mateix temps, no haguessin servit de suport als valors dramàtics que caracteritzen Ciutadà Kane”. Així doncs, tot i no inventar res de nou quant a la tècnica del cine, ja que tot el que va fer s'havia utilitzat (inconscientment) en altres pel·lícules precedents, Orson Welles en va fer ús amb plena consciència dels objectius que pretenia i dels efectes que n'esperava. I això era degut a la seva experiència en el teatre, ja que hi havia pogut aprendre molt sobre tècniques artificials com, per exemple, la llum, a més de produir el film amb una economia molt ajustada. Finalment, la pel·lícula es desenvolupa en una atmosfera expressionista, sobretot enfocada en el gènere negre.

### Il·luminació
La il·luminació del film, escollida tant per Gregg Toland com per Orson Wells, acusa una gran influència de la manera d’il·luminar del cinema de l'expressionisme alemany: ombres molt marcades, molta penombra, contrast entre les zones de llum i de foscor per, en part, eliminar allò que no és important en l'espai, etc. En aquest cas, però, la manera d’utilitzar les llums era diferent: normalment als Estats Units s'utilitzava el sistema triangular de llums, que incloïa llums laterals i des del fons. Aquesta manera d’il·luminar creava la sensació d’una tercera dimensió, ja que donava molta profunditat i volum a les imatges.
Així doncs, la llum a Ciutadà Kane va adquirir molta importància, tant tècnicament com pel significat que prenia la imatge segons el contrast creat amb blancs i negres, ja que aportaven molt més dramatisme a la pel·lícula, a més d'una gran profunditat emocional: si la llum era més suau, aquesta es relacionava amb la joventut i l’arribada al poder de Kane. En canvi, si la llum era molt més dura, tenia relació amb la corrupció i el malestar dels personatges. Aquesta última, per tant, era molt més semblant a la il·luminació expressionista que la primera.

### Profunditat de camp
Un altre dels punts que apropen la pel·lícula a l'expressionisme és la profunditat de camp, la qual farà que la imatge s'assembli molt al que es coneix com a barroquisme, gràcies també, com ja s'ha mencionat, a l’ús de la il·luminació artificial pròpia del teatre. En els moments en què utilitzava la profunditat de foc, és a dir, quan tots els termes de la imatge apareixien nítids, Welles ho feia per augmentar l'efecte dramàtic de l'escena, i no pas per donar-hi més realisme, perquè el que li interessava era mostrar quelcom del fons que era important per a la història.
Normalment les escenes estaven filmades amb diafragmes molt oberts i, per tant, hi havia poca profunditat de camp. Així doncs, en no presentar un fons nítid, els fets importants succeïen en un primer terme. Una de les coses que Toland va portar a terme per augmentar la profunditat de camp va ser intensificar la il·luminació per poder fer servir diafragmes més tancats, així com fer que les ombres separessin el primer terme del fons, crear un espai entre ambdós, i fer que tot quedés enfocat.

### So
La utilització del so va permetre eliminar altres sorolls externs a la gravació, com ara la “multitud”. A més, el fet d'haver treballat anteriorment a la ràdio va permetre a Orson Welles tenir consciència de la importància del so i la música. Com va dir François Truffaut: “Orson Welles va entendre que la banda sonora havia d’arribar a les oïdes de la mateixa manera que ho feien les imatges als ulls”. Com el so, els silencis també van ser molt nous al cinema, i igual d'importants per al film. Gran part de la banda sonora es va filmar al mateix moment que les imatges perquè així quedés més integrada en la narració i amb les imatges.

### Enquadrament
Ciutadà Kane va ser una pel·lícula que va experimentar molt amb els plans contrapicats, per exalçar els personatges i alhora distorsionar-ne la visió. Al mateix temps, els enquadraments eren força complexos, s'assemblaven als del cinema expressionista alemany. Utilitzà el picat per fer més petits els personatges. Welles també va fer ús d’un primeríssim primer pla dels llavis de Kane mentre pronuncia la famosa paraula Rosebud, pla que trenca amb la transparència del classicisme.
Una de les característiques de la pel·lícula és la utilització del pla seqüència en molts moments. Aquest fet era degut, en bona part, a la gran influència que Orson Welles havia rebut del teatre, perquè aquest pla permetia que els actors tinguessin més llibertat a l'hora d’actuar, és a dir, l'acting tenia més importància i prioritat que no pas els canvis de plans. Segons Orson Welles, “la càmera ha d’estar al servei dels actors i no els actors al servei de la càmera”.
Al final del film, Welles utilitza una visió aèria per explicar el que està passant, visió que també s'allunya del cànon del classicisme.

### Angles
Els angles que es van emprar al film van ser molt pròxims a la visió de l’ull humà a partir d’un gran angular, ja que per al director era important que l’acció i l'espai lateral fossin presents en el quadre. Això va fer necessari mostrar els sostres, per tal d’evitar que es veiessin en escena les estructures de l'estudi, fet que alhora va obligar a servir-se d'una llum molt més potent que il·luminés millor l'espai. El fet de fer servir un gran angular va comportar que la profunditat de camp fos més notòria.

### Objectiu
Orson Welles en una entrevista feta per André Bazin va dir: “Treballo i he treballat en 18,5 mm únicament perquè els altres cineastes no l’han utilitzat. […] No prefereixo l’objectiu 18,5; simplement sóc l’únic que n'ha investigat les possibilitats; no és que prefereixi improvisar, senzillament és que ningú ha improvisat res en molt de temps. […] Si tothom treballés amb grans angulars, jo rodaria tots els meus films en 75 rnm, perquè crec molt seriosament en les possibilitats d'aquest objectiu; si hi haguessin altres artistes extremadament barrocs, jo seria el més clàssic que haguéssiu vist mai. No actuo així per esperit de contradicció, no vull oposar-me a allò que ja està fet, sinó ocupar un terreny verge i treballar-hi”. Així, la pel·lícula té sempre un estil molt específic del mateix Welles.

### Efectes especials
La imatge va ser molt innovadora en el cinema de l’època gràcies als efectes visuals.
Orson Welles va utilitzar la impressora òptica per crear una sèrie d’efectes especials (com ara fer combinacions de preses), tot i que en un principi no en tenia constància de l'existència.

### Muntatge
Robert Wise va ser l'encarregat del muntatge a Ciutadà Kane, i va tenir plena llibertat a l'hora de muntar el final del film.
Un dels punts que trencava amb el classicisme va ser la utilització del flashback per explicar la història. Al mateix temps, l'el·lipsi va ser necessària per poder explicar 50 anys de vida en, més o menys, dues hores de film i, per exemple, per passar d’un Kane petit que juga a la neu a un Kane adult, amb la utilització de molt pocs plans.
El fet d’utilitzar plans seqüència al film, que donen realisme a l'escena, es contraposa amb el muntatge, perquè aquest fa tot el contrari: un muntatge amb connotacions simbòliques que resumeixn molt bé grans períodes.
En la mateixa entrevista que Orson Welles concedí a André Bazin, Welles va dir: “No puc creure que el muntatge no sigui essencial per al director des del moment que per mitjà del muntatge controla completament la forma del seu film".
A Ciutadà Kane s'utilitzen seqüències de muntatge al moment en què a la pantalla es veu la Susan cantant òpera juntament amb imatges de diferents diaris que informen que les seves òperes estan anant molt malament. Així, s'explica un llarg període en un temps molt reduït.
El ritme que es crea durant tot el film és molt accelerat: sense adonar-se'n, l'espectador ja ha vist la meitat de la vida del protagonista. Això és degut, en gran part, als elements que s'utilitzen, com ara els encadenats, els encavalcaments sonors, els contrapicats, la il·luminació... tot passa massa de pressa, i els espectadors no tenen temps per meditar o pensar en res important de la pel·lícula mentre l'estan mirant. A mesura que el film avança, però, aquest ritme es va encalmant, sobretot en els moments de reflexió, com ara quan la Susan abandona en Kane i ell comença a trencar tot el que hi ha a la seva habitació.

## Curiositats
Orson Welles, que no en sabia gaire de cine, va comprar La Diligència, de Ford, i la va veure quaranta voltes per a aprendre a dirigir una pel·lícula. Welles contractà Gregg Toland, director de fotografia, perquè l'orientara en les tècniques cinematogràfiques.
La trama de la pel·lícula gira entorn d'una paraula, Rosebud, que constitueix una trampa de guió. La paraula Rosebud (poncella), pareix que remet a la manera que William R. Hearst anomenava manyagosament el sexe de la seua amant, una actriu que es deia Marion Davies.

## Premis i nominacions

### Premis
- 1942: Oscar al millor guió original per a Herman J. Mankiewicz i Orson Welles

### Nominacions
- 1942: Oscar a la millor pel·lícula per a Orson Welles
- 1942: Oscar al millor director per a Orson Welles
- 1942: Oscar al millor actor per a Orson Welles
- 1942: Oscar a la millor fotografia per a Gregg Toland
- 1942: Oscar a la millor banda sonora per a Bernard Herrmann
- 1942: Oscar a la millor direcció artística per a Perry Ferguson, Van Nest Polglase, A. Roland Fields i Darrell Silvera
- 1942: Oscar al millor so per a John Aalberg
- 1942: Oscar al millor muntatge per a Robert Wise